# ترگون
ترگون (به فرانسوی: Trégon) یک کمون در فرانسه است که در کوت-دارمور واقع شده‌است.

## خصوصیات
ترگون ۶٫۱۲ کیلومترمربع مساحت و ۲۲۹ نفر جمعیت دارد.